# Arturo Velasco
Arturo Velasco Racón (Sonora, 6 de junio de 1977), más conocido como el "Loco", es un baloncestista profesional mexicano.

## Carrera deportiva
Comenzó a jugar baloncesto durante la temporada 2006 con los Algodoneros de la Comarca en la LNBP.
En 2007 participó en la CIBACOPA con la Fuerza Guinda de Nogales.
Para 2008 volvió con los Algodoneros de la Comarca para jugar la temporada 2008-2009. 
En 2009 fue campeón del CIBACOPA 2009 con los Mineros de Cananea
Su equipo las Panteras de Aguascalientes fueron eliminadas de la temporada 2009-2010 por los Halcones Rojos Veracruz.
Coach del equipo de preparatoria Tigres LUZAC de la comarca lagunera 2015-2022 donde es su actual entrenador